# Xanthoparmelia nerrigensis
Xanthoparmelia nerrigensis är en lavart som beskrevs av Elix. Xanthoparmelia nerrigensis ingår i släktet Xanthoparmelia och familjen Parmeliaceae.   Inga underarter finns listade i Catalogue of Life.